# Violetta: Angie konyhája
A Violetta: Angie konyhája vagy Violetta receptjei (eredeti cím: Angie e le ricette di Violetta) 2014 és 2015 között sugárzott olasz televíziós főzőshow, amelyet a Walt Disney Television Italia gyártott a Disney Channel számára. A főbb szerepekben Clara Alonso és Mirta Wons látható
Olaszországban a Disney Channel tűzte műsorra 2014. június 9-én. Magyarországon is a Disney Channel mutatta be 2015 szeptember 1-én.

## Cselekmény
Angie (Clara Alonso) főzni tanul. Bármit csinál, azt megosztja a blogján. Amit nem tud, azt Olgától (Mirta Wons) kérdezi meg.

## Epizódok
| Évad | Évad | Epizódok | Eredeti sugárzás | Eredeti sugárzás  | Magyar sugárzás     | Magyar sugárzás   |
| Évad | Évad | Epizódok | Évadpremier      | Évadfinálé        | Évadpremier         | Évadfinálé        |
| ---- | ---- | -------- | ---------------- | ----------------- | ------------------- | ----------------- |
|      | 1    | 20       | 2014. június 9.  | 2014. október 24. | 2015. szeptember 1. | 2021. február 21. |
|      | 2    | 20       | 2015. április 3. | 2015. július 1.   | TBA                 | TBA               |

### 1. évad
| #   | Eredeti cím             | Eredeti premier   | Magyar premier       |
| --- | ----------------------- | ----------------- | -------------------- |
| 1.  | Mini Ice Lollies        | 2014. június 9.   | 2015. szeptember 1.  |
| 2.  | Biscuits Flower         | 2014. június 10.  | 2015. szeptember 2.  |
| 3.  | Salmon Rolls            | 2014. június 11.  | 2015. szeptember 3.  |
| 4.  | Sandwiches              | 2014. június 12.  | 2015. szeptember 4.  |
| 5.  | Tulips With A Surprise  | 2014. június 13.  | 2015. szeptember 7.  |
| 6.  | Heart Eggs              | 2014. június 16.  | 2015. szeptember 8.  |
| 7.  | Cupcake                 | 2014. június 17.  | 2015. szeptember 9.  |
| 8.  | Caprese In A Jar        | 2014. június 18.  | 2015. szeptember 10. |
| 9.  | Ice Cream Cones         | 2014. június 19.  | 2015. szeptember 11. |
| 10. | Guacamole And Prawns    | 2014. június 20.  | 2015. szeptember 14. |
| 11. | Music Snacks            | 2014. október 13. | 2015. szeptember 15. |
| 12. | Cake pops               | 2014. október 14. | 2015. szeptember 17. |
| 13. | Heart Shaped Pizza      | 2014. október 15. | 2015. szeptember 18. |
| 14. | Salmon and Strawberries | 2014. október 16. | 2016. március 22.    |
| 15. | Fruit Smoothie          | 2014. október 17. | 2016. március 23.    |
| 16. | Charlotte               | 2014. október 20. | 2015. szeptember 16. |
| 17. | Cheese Truffles         | 2014. október 21. | 2016. március 24.    |
| 18. | Mexican Fajitas         | 2014. október 22. | 2016. március 25.    |
| 19. | Cestini di pasta        | 2014. október 23. | 2021. február 20.    |
| 20. | Cuori di formaggio      | 2014. október 24. | 2021. február 21.    |

### 2. évad
| #   | Eredeti cím                        | Eredeti premier  | Magyar premier |
| --- | ---------------------------------- | ---------------- | -------------- |
| 1.  | Plumcake romantico                 | 2015. április 3. |                |
| 2.  | Cous cous rosa                     | 2015. április 3. |                |
| 3.  | Salmon Rolls                       | 2015. május 8.   |                |
| 4.  | Girasoli ripieni                   | 2014. május 9.   |                |
| 5.  | Soufflè glacè alle fragole         | 2015. május 10.  |                |
| 6.  | Sushi a cuore                      | 2015. május 11.  |                |
| 7.  | Ciambelle viola                    | 2015. május 12.  |                |
| 8.  | Rotolini di crepes                 | 2015. május 15.  |                |
| 9.  | Gelatina bianca ai frutti di bosco | 2015. május 16.  |                |
| 10. | Cestini intrecciati                | 2015. május 17.  |                |
| 11. | Panna cotta alla lavanda           | 2015. május 18.  |                |
| 12. | Chips di verdure                   | 2015. május 19.  |                |
| 13. | Pane orso                          | 2015. május 22.  |                |
| 14. | Frullato di mele, carote e ananas  | 2015. május 23.  |                |
| 15. | Fagottini su stecco                | 2015. május 24.  |                |
| 16. | Roselline alle mele                | 2015. május 25.  |                |
| 17. | Gamberi pop corn                   | 2015. május 26.  |                |
| 18. | Gelati allo yogurt e frutta fresca | 2015. május 29.  |                |
| 19. | Uova a funghetto                   | 2015. május 30.  |                |
| 20. | Mini cheese cake                   | 2015. június 1.  |                |

## Fordítás
- Ez a szócikk részben vagy egészben  az   Angie e le ricette di Violetta című olasz Wikipédia-szócikk ezen változatának fordításán alapul.  Az eredeti cikk szerkesztőit annak laptörténete sorolja fel. Ez a jelzés csupán a megfogalmazás eredetét és a szerzői jogokat jelzi, nem szolgál a cikkben szereplő információk forrásmegjelöléseként.